# 法難
法難，佛教用語。指佛教遭到當時的主政者，或由非佛教徒發起的各種迫害、橫難。

## 印度的法難
6世紀，在佛教發源地的古印度，匈奴王密希拉古拉對北印度的佛教進行打壓。
11世纪，信奉伊斯兰教的突厥人入侵北印度，建立了德里苏丹国，开始对佛教和印度教进行残酷地迫害，直接导致了印度本土佛教于12世纪中叶到13世纪灭绝。现在印度共和国的佛教徒基本上聚居于毗邻西藏的邦，如拉达克、喜马偕尔等地大部分为藏传佛教。

## 南亚、东南亚地区的法难
印度周边的南亚、东南亚文化圈是个上座部佛教古国群集之地，在古代由于突厥人南下，印度的佛教都遭到了伊斯兰教的残酷迫害，佛教学术中心那烂陀寺被毁，印度以及阿拉伯、波斯穆斯林又向印度周边、东南亚沿海传播；同时，伊斯兰教的传播往往和当地的民族主义联系起来，成爲对抗佛教、印度教的旗帜；以马来西亚、印度尼西亚、文莱三地爲东南亚伊斯兰教的大本营。
1540年，缅甸阿瓦国王多汉法（或譯思洪發）感到佛教力量發展过快，危及到王权统治。他以各地佛塔与佛法无关，命令各地拆毁佛塔，遭到各方强烈反对。此事触怒多汉法，他设局在阿瓦邻近的刀巴奴举办斋僧大会，约请阿瓦、实皆、邦牙等地的3000名比丘赴会，在僧侣们用斋之际，埋伏在四周的戎行开始屠杀，360位比丘死亡、其他比丘逃脱。之后多汉法命令毁佛塔、烧经文。佛教在阿瓦势力受到重创，这也是缅甸历史上唯一一次的灭佛事件。
在近现代，由于外国殖民及外国势力扶持的新政府对佛教的长期打压迫害，僧侣遭到恐吓、折磨，甚至谋杀，这也引起了僧侣的拼命反抗。例如緬甸在近代受到英國殖民統治後，殖民當局打擊佛教，推廣基督教。又如，20世纪50、60年代的越南经常有僧人以自焚的方式抗议政府优待基督教、迫害佛教，1963年6月11日，僧人释广德为抗议南越总统吴廷琰及其政府的迫害佛教政策，在西贡的闹市街头用汽油引火自焚，肉身化为焦炭，唯有心脏不坏，仍然滚烫。

## 中國歷史上的法難
中國歷史上最具代表性的法難，在汉地是分別由北魏太武帝、北周武帝、唐武宗，以及後周世宗所下達的禁佛政策。前三次稱為三武灭佛，和後周世宗灭佛合称为三武一宗法难。
後世也有人将“文化大革命”时期对宗教的迫害称爲第五次法难，漢傳佛教和藏傳佛教，以及道教等中國境內所有宗教，都遭受了浩劫。

## 藏区的法难
西藏地区歷史上也曾發生過兩次對佛教的非難，第一次發生在祖贊王駕崩後的苯教、佛教鬥爭背景下的“禁佛運動”；第二次是朗達瑪滅佛，佛教史稱“朗達瑪法難”。“文化大革命”中藏传佛教也遭到极大迫害。

## 西域的法难
新疆以及中亚等泛突厥地区，史称西域，在歷史上曾信仰佛教。随着伊斯兰教向東军事扩张，大量的佛教徒死於战乱和宗教迫害，人们不得不改宗信仰伊斯兰教才能生存下来，于是西域佛教悉数灭亡，全面伊斯兰化。
位于今新疆的卫拉特蒙古准噶尔部在18世纪因对抗大清帝国而被乾隆帝出兵歼灭，土尔扈特部势力进入沙俄境内，俄国称他们爲卡尔梅克人，强迫信仰藏传佛教的他们改宗信仰东正教。部分卡尔梅克人留在俄国，部分人不堪忍受，又迁回中国，归降大清。

## 日本的法難
- 平安時代，平氏征討南都，破壞佛教。
- 鎌倉時代，承元法難，打擊淨土宗信仰，日蓮宗受到四大法難。
- 戰國時代，天文法難，日蓮宗二十一本山比叡山延曆寺遭到六角氏征討焚燒，比叡山還遭到過織田信長的征討焚燒，東大寺大佛殿也曾陷入戰火。
- 明治政府下达的“神佛分離”政策，開啟了“廢佛毀釋”運動。

## 朝鮮半島的法難
李朝李成桂後數代國王，均崇儒抑佛，但并没大规模破坏佛教，还多次任命僧人为王师国师大禅师，直到朝鲜成宗亲政后受到儒家大臣辟佛思想大規模的對佛教的打擊活動，拆毁都城和城镇寺院最重要的排佛政策是弘治五年（1492年）废止度僧法，不再颁发僧侣度牒，并搜查各寺无牒之僧，导致朝鲜“中外寺刹皆空”。燕山君即位得知生母死亡与信佛祖母仁粹大妃有关，继而迁怒佛教并把王家寺院圆觉寺改为妓院！

## 蒙古的法难
蒙古人民共和国成立后，向苏联学习，积极推广无神论，佛教喇嘛等被视为落后愚昧之物，在“大镇压”之后，全国的寺庙基本被铲除，大多数喇嘛被处决，佛教直到1990年民主化后方才恢复传播。

## 延伸閱讀
- 黃運喜：《中國佛教近代法難研究（1898～1937）》，法界出版社，2006年，ISBN 9578550340